# Branding RTV
Branding RTV was de lokale radio- en televisieomroep van Heemstede en Bennebroek. De omroep verzorgde radioprogramma's en had ook een eigen kabelkrant en website.

## Geschiedenis
De omroep is in 1966 begonnen als huisomroep (niet te verwarren met ziekenomroep). Er waren diverse bejaardenhuizen en andere instellingen die door het toenmalige "de Branding" voorzien werden van doelgroepgerichte programma's. Om dit te kunnen bewerkstelligen had ieder 'huis' zijn eigen team. Op zeker moment waren het er ruim 20. De uitzendingen werden gemaakt vanuit drie studio's, één in Hoofddorp (Verpleeghuis Bornholm), één in Haarlem (bij stichting Humanitas) en één in Heemstede (in de Olijftak).
Eind jaren 1980 begon de belangstelling vanuit de instellingen echter af te nemen. Dit kwam door de toenemende veroudering binnen de bejaardenhuizen en een toename van 'de zwaardere gevallen' binnen de zwakbegaafdeninstellingen. In die periode was ook de mogelijkheid ontstaan tot lokale omroep, waardoor De Branding sedert 1 juni 1989 de lokale zender van Heemstede was.
In 2006 kreeg de omroep ter gelegenheid van haar veertigjarig bestaan de bronzen erepenning van de gemeente Heemstede.
In 2013 is radio de Branding uit de ether gehaald en daarmee formeel opgeheven.